# Dexter Masters
Dexter Masters (Springfield, Illinois, 1909. január 15. – 1989. január 5.) amerikai író, újságíró, szerkesztő, aki számos alkalommal írt az atomfegyverkezés veszélyeiről. A baleset (The Accident) című 1955-ös regénye, amelyben egy nukleáris balesetben sugárfertőzést szenvedett kutató életének utolsó nyolc napját írja le, tizenhárom nyelven jelent meg, köztük Borbás Mária fordításában magyarul is. 1960-tól haláláig az angliai Totnesben élt.

## Magyarul
- Baleset. Regény; ford. Borbás Mária; Kossuth, Bp., 1964
- Baleset. Egy haldoklás krónikája; ford. Borbás Mária; Háttér, Bp., 1992